# Giacinto Visocchi
Giacinto Visocchi (Atina, 12 giugno 1819 – Atina, 8 ottobre 1854) è stato un letterato, patriota e politico italiano.

## Biografia

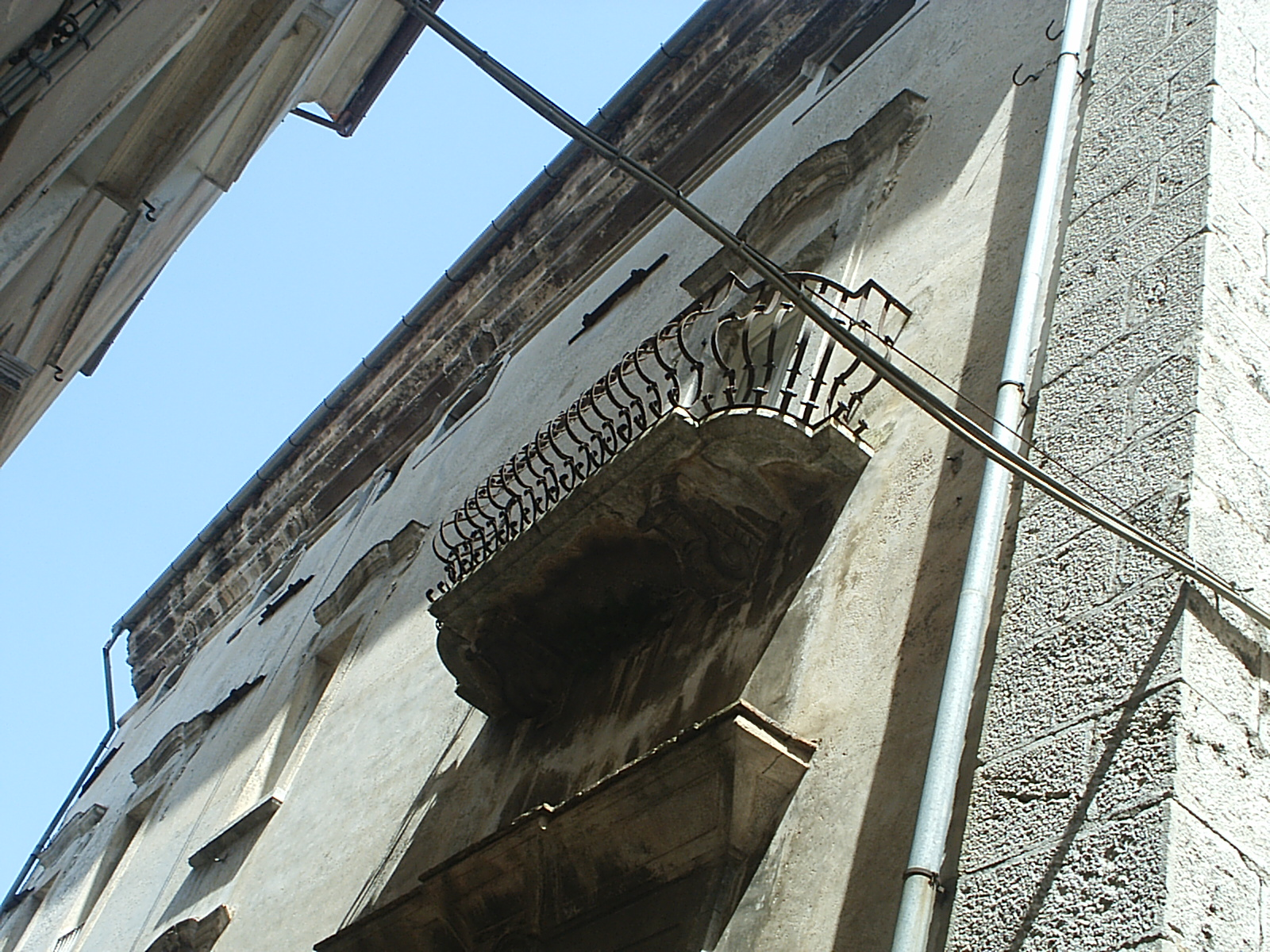
Il palazzo Visocchi ad Atina.

Proveniente da una famiglia benestante, con il fratello Pasquale, nato nel 1817, frequentò a Napoli la scuola di Basilio Puoti, dove si formò allo studio dei classici antichi e italiani con l'indirizzo purista proprio del Puoti. Fu allievo anche di Francesco de Sanctis. A Napoli fu influenzato dalle idee liberali.  Le sue lezioni Dell'arte dello scrivere e dell'estetica, del 1842,  furono pubblicate nel 1901. Nel 1843 insieme al Paolozzi pubblicò un'edizione annotata del Libro di novelle e di bel parlar gentile. Nel 1844 aprì a sua volta una scuola di lettere italiane. 
Nel 1845 rientrò ad Atina dove insieme al fratello si dedicò alla conduzione della Cartiera Visocchi, inaugurata l'8 maggio 1845. Accolse con entusiasmo la concessione della costituzione da parte del re Ferdinando II (29 gennaio 1848) e iniziò un'intensa attività politica per la diffusione delle idee liberali in Atina e in tutta la Valle di Comino, tra l'altro scrivendo il Catechismo della Guardia Nazionale. Con la revoca della costituzione (15 maggio 1849) attraversò un periodo di difficoltà e di persecuzioni: fu confinato a Teano e a Castellammare di Stabia. Questi disagi minarono la sua salute, incidendo probabilmente sulla fine prematura, a soli 35 anni, per un tumore alla milza.
Dal suo matrimonio con Luisa Martini erano nati cinque figli, tra il 1843 e il 1852.
Il fratello Pasquale, che morì a 91 anni, continuò lungamente l'attività nella direzione della cartiera, nella vita politica e nella promozione dell'istruzione.